# Parilly (métro de Lyon)
Pour les articles homonymes, voir Parilly.
Parilly est une station de métro française de la ligne D du métro de Lyon, située place Jules-Grandclément dans le quartier de Parilly à Vénissieux, juste à la limite avec le 8e arrondissement de Lyon.
Elle est mise en service en 1992, lors de l'ouverture à l'exploitation du prolongement de la ligne D vers le sud depuis la station Grange Blanche.

## Situation ferroviaire
La station Parilly est située sur la ligne D du métro de Lyon, entre les stations Mermoz - Pinel et Gare de Vénissieux.

## Histoire
La station « Parilly » est mise en service le 11 décembre 1992, lors de l'ouverture officielle de l'exploitation du prolongement de la ligne D du métro de Lyon de la station Grange Blanche à la station Gare de Vénissieux.
Construite en souterrain sous la place Jules-Grandclément à la porte de Parilly du périphérique. Cette implantation profonde est due à l'une des trémies menant à l'échangeur depuis la route d'Heyrieux passant juste sous la surface. Elle est édifiée suivant un plan classique de deux voies encadrées par deux quais latéraux. La station a été réalisée par les architectes Françoise-Hélène Jourda et Gilles Perraudin et possède une structure « architectonique » complexe avec un système d'arcs et de voûtes reposant sur d'imposants piliers droits et inclinés lui donnant de faux-airs de crypte et a été conçue en prévision de la réalisation d'un bâtiment qui n'a jamais vu le jour et qui aurait dû intégrer les accès à la station,. L'entrée unique de la station se fait par un grand édicule avec un toit en polycarbonate en surplomb des voies, conçu pour être facilement démontable et ouvrant sur deux grands puits de lumières,.
Il n'y a pas de personnel, des automates permettent l'achat et d'autres le compostage des billets ; l'agence commerciale TCL se trouvant en surface a été fermée en juin 2008 et détruite durant l'été. Elle équipée d'origine d'ascenseurs pour les personnes à mobilité réduite, et a été équipée de portillons d'accès le 11 mai 2006.

## Service des voyageurs

### Accueil
La station est accessible uniquement par le grand édicule placé au milieu de la place qui possède plusieurs portes donnant accès aux escaliers menant aux quais. Elle dispose de distributeur automatique de titres de transport et de valideurs couplés avec les portillons d'accès.

### Desserte
Parilly est desservie par toutes les circulations de la ligne.

### Intermodalité
Parilly est un pôle de correspondances important du réseau Transports en commun lyonnais (TCL), plus particulièrement pour les lignes des banlieues sud et sud-est de Lyon. Elle est de plus au carrefour de nombreux axes routiers dont l'avenue Viviani ou les boulevards Pinel et Marcel-Sembat.
Les arrêts sont répartis tout autour de la station et on y retrouve les lignes de bus C25, 26, 39, 79. Elle est aussi desservie par les lignes 111 à 113 du réseau Les cars du Rhône, ainsi que par la ligne T36 du réseau Cars Région Isère.
Outre les rues et places avoisinantes, elle permet de rejoindre à pied différents sites, notamment : le parc de Parilly, l'hippodrome de Parilly, le stade du Rhône et le complexe sportif Jean-Guimier. Plus loin, on peut rejoindre, le lycée Marcel-Sembat et lycée technique Marc-Seguin, les usines Renault Trucks et le lycée technique Tony Garnier (du bâtiment et des travaux publics) de Bron. Elle dessert aussi le quartier de Parilly, excentré par rapport aux quartiers voisins des communes de Bron et Vénissieux.

## Œuvre d'art
La station compte une œuvre d'art, qui est en fait la décoration du toit transparent du grand édicule d'accès.
Il s'agit de l'œuvre baptisée « Ciel Polychrome », réalisée par Patrice Giorda, représentant des feuilles d'arbres de diverses nuances de vert et marron qui décorent les 1 000 m2 de toit et qui est censée trancher radicalement avec la station elle-même qui s'apparente plus à une grotte ou à une crypte.